# Liste von Eichhörnchenbrunnen
In dieser Liste sind Eichhörnchenbrunnen aufgeführt, also Brunnen im öffentlichen Raum, die Eichhörnchen zum Thema haben.

## Deutschland
| Bezeichnung                               | Bild           | Standort                                | Bundesland          | Künstler                  | Errichtung Einweihung | Weitere Informationen                                               |
| ----------------------------------------- | -------------- | --------------------------------------- | ------------------- | ------------------------- | --------------------- | ------------------------------------------------------------------- |
| Eichhörnchenbrunnen (Böblingen)           |                | Böblingen                               | Baden-Württemberg   | Fritz Melis (1913–1982)   | 1953                  | Eichhörnchenbrunnen aus Stein                                       |
| Eichhörnchenbrunnen (Braunlage)           |                | Braunlage (Lage)                        | Niedersachsen       | Georg Arfmann (1927–2015) |                       | [ 1 ]                                                               |
| Eichhörnchenbrunnen (Freiburg-Günterstal) | weitere Bilder | Freiburg-Günterstal (Lage)              | Baden-Württemberg   |                           |                       |                                                                     |
| Mädchen mit Eichhörnchen                  |                | Kaiserslautern, Stiftswaldstraße (Lage) | Rheinland-Pfalz     | J. Schwarzbeck            | 1961                  | [ 2 ]                                                               |
| Tierbrunnen (Moers)                       | weitere Bilder | Moers, Neumarkt / Meerstraße (Lage)     | Nordrhein-Westfalen | Bonifatius Stirnberg      |                       | Bronzebrunnen mit Esel, Fuchs, Schwein, Eichhörnchen und Bienenkorb |

## Weitere
| Bezeichnung                     | Bild           | Standort                                 | Staat       | Künstler                       | Errichtung Einweihung | Weitere Informationen |
| ------------------------------- | -------------- | ---------------------------------------- | ----------- | ------------------------------ | --------------------- | --------------------- |
| Eichhörnchenbrunnen (Ootmarsum) | weitere Bilder | Ootmarsum, Kerkplein (Dinkelland) (Lage) | Niederlande | Barbara Rumpf und Gernot Rumpf |                       |                       |